# غاري ويست
غاري ويست (بالإنجليزية: Gary West)‏ (25 أغسطس 1964 في المملكة المتحدة - ) هو لاعب كرة قدم بريطاني في مركز الدفاع. لعب مع بورت فايل وشيفيلد يونايتد ونادي غيلينغهام ونادي والسول ولينكولن سيتي أف سي ونادي بوسطن يونايتد.